# 안뜰핵
안뜰핵(vestibular nucleus, VN) 또는 전정핵(前庭核) 또는 전정신경핵은 평형 감각을 맡는 안뜰신경으로부터 정보를 받아 소뇌 및 뇌줄기와 척수의 운동핵으로 보내는 신경핵이다. 숨뇌와 다리뇌에 걸쳐 있으며, 네 개의 신경핵으로 구분한다.

## 4개의 신경핵
가쪽안뜰핵은 제4뇌실(넷째 뇌실) 바닥의 가쪽 깊은 곳에서 안뜰 신경 섬유를 받는 네 개의 안뜰 신경핵 가운데 가장자리쪽의 것이다. 큰 세포로 이루어져 있고, 이곳에서 안뜰 척수로가 척수로 내려간다. 아래안뜰핵은 안뜰 신경이 끝나는 네 개의 안뜰핵 가운데 하나이다. 이곳에서 일어난 신경 섬유는 소뇌와 안쪽세로다발로 간다. 안쪽안뜰핵은 넷째 뇌실 마름 오목 바닥의 가쪽 깊은 곳에서 안뜰 신경을 받는 네 개의 ‘안뜰핵’ 가운데 안쪽의 것이다. 숨뇌에서 다리뇌까지 뻗어 있다.위안뜰핵은 넷째 뇌실 바닥의 깊은 곳에 위치하는 네 개의 안뜰핵 가운데 가장 위쪽의 것이다.

## 같이 보기
- 적색핵
- 흑색질
- 안쪽겉질척수로